# Список миротворческих миссий Украины

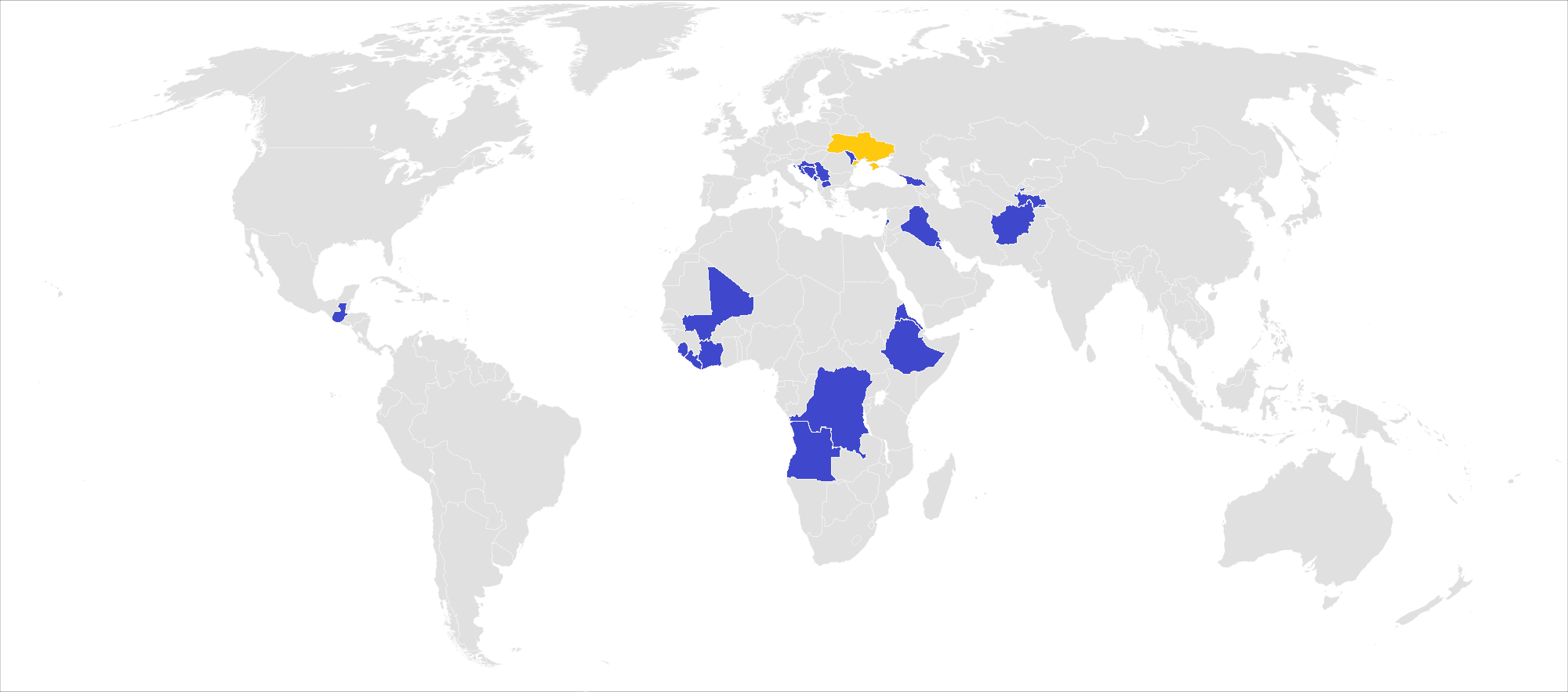
Миротворческие миссии Украины

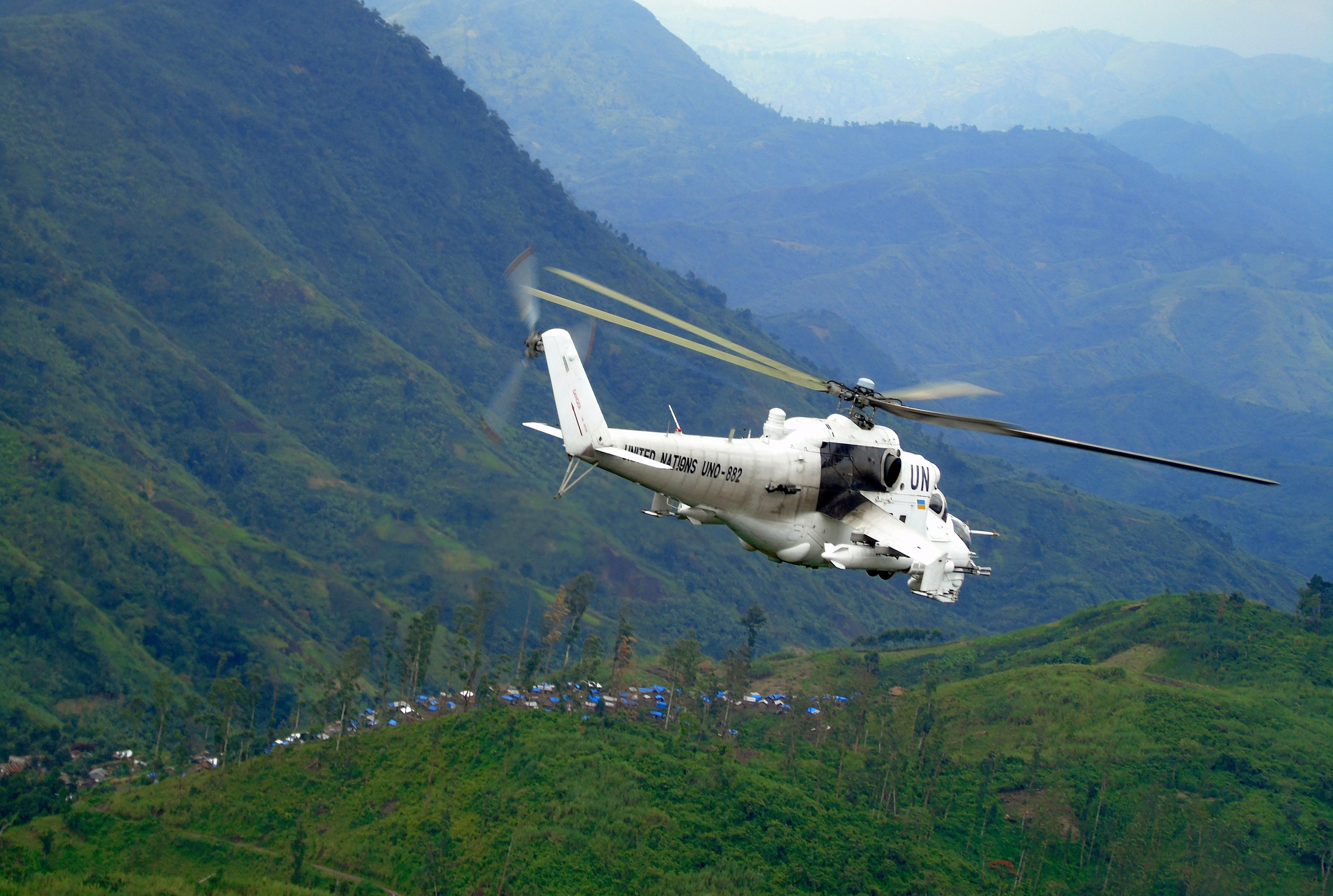
Украинский Ми-24П в ДР Конго (2015 год)

Вооруженные силы Украины принимают участие в миротворческих операциях с 1992 года, после утверждения Верховной Радой Украины Постановления от 3 июля 1992 года № 2538-XII «Об участии батальонов Вооружённых Сил Украины в Миротворческих Силах Организации Объединённых Наций в зонах конфликтов на территории прежней Югославии».
В общей сложности, с начала участия в миротворческих операциях в 1992 году до 22 февраля 2020 года в миротворческих операциях участвовали 45 тыс. военнослужащих Украины, потери составили 55 военнослужащих погибшими и некоторое количество ранеными.
С 2014 года украинские миротворцы продолжали участвовать в зарубежных миссиях, несмотря на начало необъявленной российско-украинской войны. По состоянию на 2018 год, миротворцы Украины принимали участие в девяти миротворческих миссиях в семи государствах, а их общая численность 337 военнослужащих ВСУ.
Положение Украины осложнилось, и 7 марта 2022 года президент Украины Владимир Зеленский подписал указ о возвращении всех миротворцев (в это время в операциях ООН за границами страны участвовали 308 граждан Украины, в том числе 250 военнослужащих и 22 полицейских). 12 марта 2022 года было объявлено, что пять украинцев из состава сил ООН по поддержанию мира на Кипре (1 военнослужащий и 4 полицейских) будут заменены и в ближайшее время вернутся на территорию Украины.
7 апреля 2022 года было объявлено о возвращении всех 40 военнослужащих из Косово (однако выполнение этого решения было отложено). В мае 2022 года был возвращён авиаотряд из Мали (шесть вертолётов Ми-8 с экипажами).

## Миротворческие миссии Украины
В списке приведены все миротворческие операции, включая миссии ООН, ОБСЕ и НАТО, с момента провозглашения независимости Украины.
| Номер       | Годы       | Название | Место                                           | Причина                                                                                  | Постоянная военная численность | Потери | См. также                                            |
| ----------- | ---------- | --- | ----------------------------------------------- | ---------------------------------------------------------------------------------------- | ------------------------------ | ------ | ---------------------------------------------------- |
| Завершённые |            | |                                                 |                                                                                          |                                |        |                                                      |
| 1           | 1992—1995  | Силы ООН по охране (СООНО / UNPROFOR)                                                                                       | Бывшая Югославия                                | Югославские войны                                                                        | 1303                           | 15     |                                                      |
| 2           | 1994—2000  | Миссия наблюдателей ООН в Таджикистане (МНООНТ / UNMOT)                                                                     | Таджикистан                                     | Гражданская война в Таджикистане                                                         | 21                             | нет    |                                                      |
| 3           | 1995—1999  | Силы Выполнение Соглашения (IFOR), Силы Стабилизации (SFOR) в Боснии и Герцеговине                                          | Босния и Герцеговина                            | Контроль за восстановлением после Боснийской войны                                       | 400                            | 2      | Украинский миротворческий контингент в Боснии        |
| 4           | 1995—1999  | Силы превентивного развертывания ООН (СПРООН / UNPREDEP)                                                                    | Республика Македония                            | Контроль за македоно-албанской и албано-югославской границами                            | 1                              | нет    |                                                      |
| 5           | 1996—1998  | Временная администрация Организации Объединённых Наций для Восточной Славонии, Бараньи и Западного Срема (ВАООНВС / UNTAES) | Хорватия                                        | Мирная реинтеграция САО Восточной Славонии, Бараньи и Западного Срема обратно в Хорватию | 511                            | нет    |                                                      |
| 6           | 1996—1999  | Миссия наблюдателей ООН в Анголе (МНООНА / MONUA)                                                                           | Ангола                                          | Гражданская война в Анголе (контроль за прекращением огня и разоружение)                 | 216                            | 1      |                                                      |
| 7           | 1996—2002  | Миссия наблюдателей ООН на Превлакском полуострове (МНООНПП / UNMOP)                                                        | Хорватия                                        | Демилитаризация Превлакского полуострова                                                 | 2                              | нет    |                                                      |
| 8           | 1997       | Контрольная миссия ООН в Гватемале (МИНУГУА / MINUGUA)                                                                      | Гватемала                                       | Гражданская война в Гватемале                                                            | 8                              | нет    |                                                      |
| 9           | 1998—2022  | Совместные миротворческие силы в зоне безопасности Приднестровского региона Республики Молдова                              | Молдова/ Приднестровье                          | Вооруженный конфликт в Приднестровье                                                     | 10                             | нет    |                                                      |
| 10          | 1999—2022  | Миссия ООН по делам временной администрации в Косово (МООНК / UNMIK)                                                        | СР Югославия ( Сербия) · Косово                 | Косовская война                                                                          | 2                              |        | Украинский контингент в Косово                       |
| 11          | 1998—2001  | Миссия ОБСЕ по верификации в Косово                                                                                         | СР Югославия · Косово                           | Косовская война                                                                          | 23                             | нет    | Украинский контингент в Косово                       |
| 12          | 1999—2003  | Международные силы по поддержанию мира в Косово — (КФОР / KFOR)                                                             | СР Югославия · ( Сербия) · Косово               | Косовская война                                                                          | 149                            | 4      | Украинский контингент в Косово                       |
| 13          | 1999—2005  | Миссия ОБСЕ в Грузии | / Грузия · ( Республика Абхазия · Южная Осетия) | Грузино-южноосетинский конфликт, Грузино-абхазский конфликт                              | 530                            | нет    |                                                      |
| 14          | 2000—2006  | Временные силы ООН в Ливане (ВСООНЛ / UNIFIL)                                                                               | Ливан                                           | Военное вторжение Израиля в Ливан (в том числе Вторая ливанская война)                   | 650                            | нет    |                                                      |
| 15          | 2000—2001  | Специальная Миссия ООН в Афганистане                                                                                        | Афганистан                                      | Гражданская война в Афганистане                                                          | 1                              | нет    | Украинский контингент в Афганистане                  |
| 16          | 2000—2022  | Миссия ООН по стабилизации в Демократической Республике Конго (МООНСДРК / MONUSCO)                                          | ДР Конго                                        | Вторая конголезская война (контроль за стабилизацией)                                    | 13                             | нет    | Украинский миротворческий контингент в Конго         |
| 17          | 2001—2005  | Миссия ООН в Сьерра-Леоне (МООНСЛ / UNAMSIL)                                                                                | Сьерра-Леоне                                    | Гражданская война в Сьерра-Леоне                                                         | 634                            | 6      | Украинский миротворческий контингент в Сьерра-Леоне  |
| 18          | 2003—2022  | Гуманитарная миссия в государстве Кувейт                                                                                    | Кувейт                                          | Война в Персидском заливе                                                                | 448                            | нет    |                                                      |
| 19          | 2003-2018  | Миссия ООН в Либерии (МООНЛ / UNMIL)                                                                                        | Либерия                                         | Вторая гражданская война в Либерии                                                       | 275                            | 5      | Украинский миротворческий контингент в Либерии       |
| 20          | 2004—2008  | Миссия ООН в Эфиопии и Эритрее (МООНЭЭ / UNMEE)                                                                             | Эфиопия · Эритрея                               | Эфиопо-эритрейский конфликт                                                              | 7                              | нет    | Украинская миротворческая миссия в Эфиопии и Эритрее |
| 21          | 2005—2008  | Международные коалиционные силы в Ираке                                                                                     | Ирак                                            | Иракская война                                                                           | 1690                           | 18     | Украинский миротворческий контингент в Ираке         |
| 22          | 2001—2009  | Миссия ООН по наблюдению в Грузии (МООННГ / UNOMIG)                                                                         | / Грузия · ( Республика Абхазия)                | Война в Абхазии                                                                          | 37                             | нет    |                                                      |
| 23          | 2010-2017  | Операция ООН в Кот-д’Ивуаре (ОООНКИ / UNOCI)                                                                                | Кот-д’Ивуар                                     | Первая Ивуарийская война                                                                 | 56                             | нет    | Украинский миротворческий контингент в Кот-д’Ивуаре  |
| 24          | 2011 —2022 | Временные силы ООН по обеспечению безопасности в Абьее (ЮНИСФА / UNISFA)                                                    | Судан                                           | Конфликт в Южном Кордофане                                                               | 6                              | нет    |                                                      |
| 25          | 2011—2022  | Миссия ООН в Южном Судане (МООНЮС / UNMISS)                                                                                 | Южный Судан                                     | Независимость Южного Судана (контроль за стабилизацией)                                  | 4                              | нет    |                                                      |
| 26          | ????—2022  | Вооруженные силы ООН по поддержанию мира на Кипре (ВСООНК / UNFICYP)                                                        | Кипр · Северный Кипр                            | Кипрский конфликт                                                                        | 1                              | нет    |                                                      |
| 27          | 2019 —2022 | Многопрофильная комплексная миссия ООН по стабилизации в Мали (МИНУСМА / MINUSMA)                                           | Мали                                            | Гражданская война в Мали                                                                 | 5                              | нет    | Украинский миротворческий контингент в Мали          |